# Manche Masemola
Manche Masemola (Jane Furse, c. 1913 – 1928) foi uma mártir do cristianismo sul-africana, considerada uma heroína e santa anglicana.

## Biografia e sacrifício
A data de nascimento (assim como outros aspectos de sua breve vida) são controversos; muitas fontes dão como sendo por volta de 1913, o que lhe daria uma idade entre 15 e 14 anos quando morreu; embora a Igreja Episcopal afirme que este teria ocorrido em 1910 - o que lhe daria 18 anos quando de sua morte. Fato é que Manche nasceu numa pequena aldeia 
Ela nasceu na vila de GaMarishane, na municipalidade de Makhuduthamaga. Ali próximo foi fundado o Jane Furse Memorial Hospital em 1921 e a partir desse núcleo a Igreja Anglicana deu início ao trabalho de catequese entre os nativos, especialmente entre os jovens. Manche teria entrado em contato com a religião cristã a partir de 1927, o que daria apenas um ano até sua morte. Ela jamais chegou a ser batizada, mas o só interesse pela conversão provocara a reação violenta da família, que passou a lhe dar surras constantes por causa disso, até que provavelmente foi morta pela própria mãe, Masegadike.
Masegadike veio a se converter ao cristianismo, quarenta anos depois da morte da filha, em 1969. Os relatos sobre o sacrifício de Manche foram feitos inicialmente pela esposa do padre do lugar, Srª Mary Moffat, que publicou o fato na revista religiosa The Cowley Evangelist já em 1928, e várias testemunhas relataram sua morte.

## Santificação
O fato de Manche ter sido transformada em santa anglicana deve-se exclusivamente em razão da sua morte, "que é descrita graficamente para inserir um martírio em seu corpo", segundo análise de Sekgothe Mokgoatsana.
Ela é um dos mártires do século XX que têm representação nas estátuas acima da Grande Porta Oeste da Abadia de Westminster, em Londres.